# Каролійна Рантамякі
Каролійна Стіна Маргарета Рантамякі (фін. Karoliina Stina Margaretha Rantamäki; народилась 23 лютого 1978 у м. Еспоо, Фінляндія) — фінська хокеїстка, нападаюча. Виступає за «СКІФ» (Нижній Новгород). 
В ХК «СКІФ» грає з 2007 року.
Чемпіонка Росії (2008), володар Кубка Європейських чемпіонів (2009). Бронзовий призер чемпіонатів світу 1997, 1999, 2000, 2004, 2008, 2009. Бронзовий призер зимових Олімпійських ігор 1998 у Нагано і зимових Олімпійських ігор 2010 у Ванкувері. Учасниця зимових Олімпійських ігор 2002 у Солт-Лейк-Сіті і зимових Олімпійських ігор 2006 у Турині.